# Malatestové

Erb Malatestů

Malatestové (italsky Malatesta) byl italský šlechtický rod, dělící se do několika větví, který od roku 1295 do počátku 16. století vládl městu Rimini. V různých dobách kromě toho Malatestové ovládali některá města a území v regionu Romagna. Praotcem rodu byl v 11. století Rodolfo z města Carpegna, jemuž jeho bojovnost vynesla přezdívku Malatesta, tedy asi „Zuřivá hlava“. Giovanni Malatesta († 1150) je již doložen v Rimini, kde se jeho syn přiženil do rodu tehdejších vládců města Traversariů. Signorii v Rimini založil a vládcem města se prohlásil Guido I. Malatesta roku 1295. Významným představitelem rodu byl kondotiér Sigismondo Malatesta, který nechal přestavět katedrálu v Rimini, nyní podle něho zvanou Tempio Malatestiano, jejímž architektem byl Leon Battista Alberti. Posledním vládcem z rodu Malatestů byl Pandolfo IV. (1475–1534), jehož z Rimini v roce 1500 vyhnal Cesare Borgia, a město pak připadlo Papežskému státu. Malatestové vymřeli v 18. století.